# Ulica Sabinowska w Częstochowie
Ulica Sabinowska – jedna z ulic południowo-zachodniej Częstochowy, położona na Stradomiu. Rozciąga się pomiędzy ul. Piastowską i Żyzną, kursują nią autobusy MPK linii 14, 23, 25, 30, 38 i 69.
Odcinek od ulicy Jagiellońskiej dawniej był częścią drogi wojewódzkiej nr 908. W roku 2018 funkcję tę przejęła aleja Bohaterów Monte Cassino.
Przy ul. Sabinowskiej 11/23 znajduje się stadion piłkarski Stradomia Częstochowa.

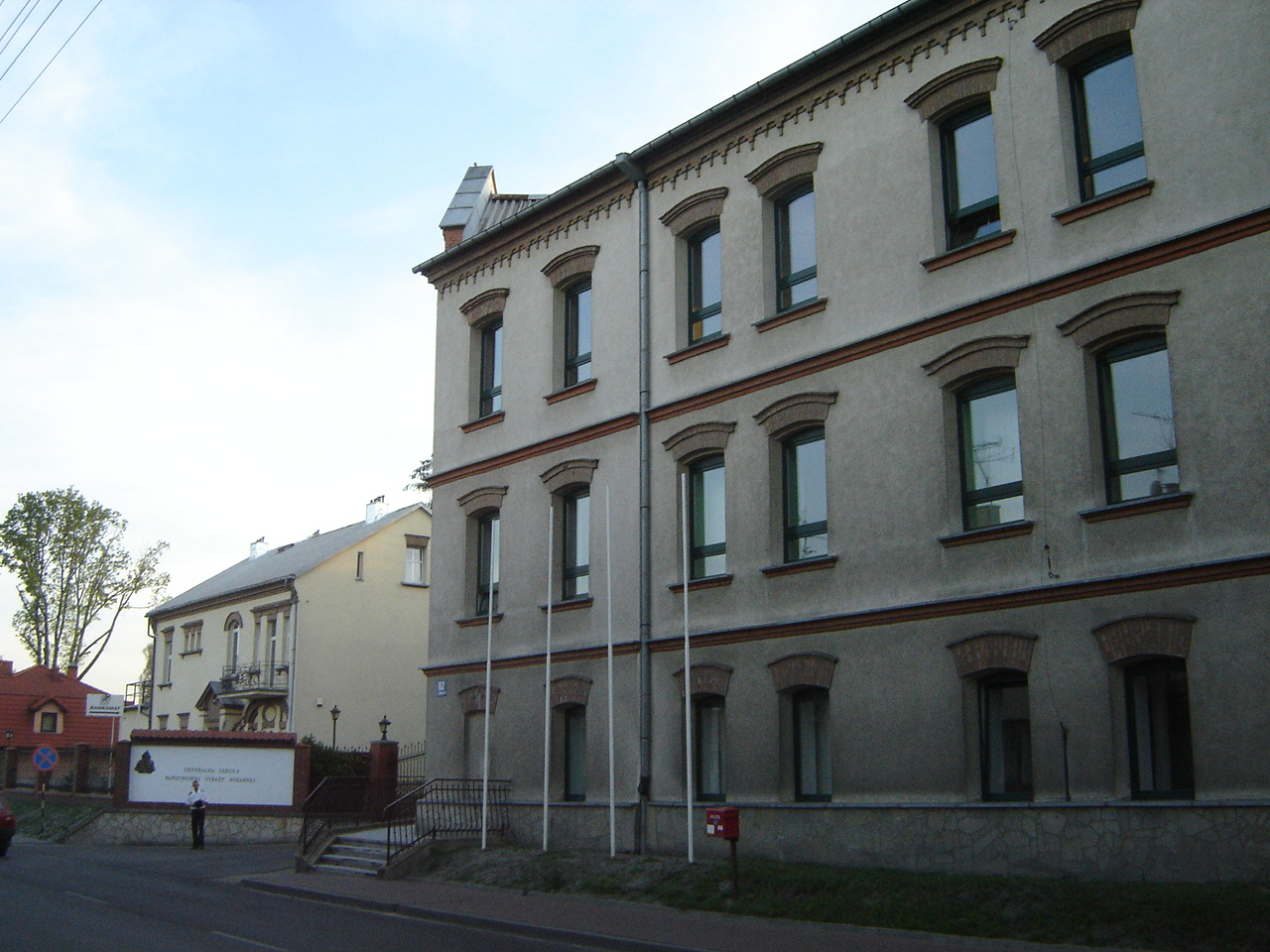
Centralna Szkoła Państwowej Straży Pożarnej przy ul. Sabinowskiej 62/64